# 格子
格子（こうし）は周期的に並んだ区切り、仕切りのこと。格子戸、鉄格子などとして一般的にも使われる。

## 説明
格子は、角材を縦横の格子状に組み上げた建具。中間に補強用の水平材が入らずに、角材を縦方向に並べたものも格子と言うが、厳密には連子という。窓先に取りつけたり、引き戸や扉に戸板の替わりにこれを用いた格子戸などがある。装飾的な効果もあるため欄間や襖、障子等の内部建具にも付けられた。いずれの場合も建物の採光側に用い、内部での採光と通風を確保しつつ、外部からの進入と視界を制限できる効果がある。
大名屋敷や陣屋、城郭などではその効果を利用して物見用の出窓に格子を付ける（出格子'でごうし'）ことがあり、城郭の場合には敵の侵入などを防ぐためにほぼ全ての窓を太めの角材で造られた格子とすることが多かった。また、採光と視線の遮りの効果以外にも、牢や檻などの動物や人等を収める部屋の建具（鉄格子等）として、用いられることもある。

## 分類
町屋 、特に京町屋では格子（こうし）の形は構造、形態、職業（「お商売」）などによって分類できる。
- 構造
  - 出格子
  - 平格子
- 形態
  - 親子格子
  - 子持格子
  - 連子格子
  - 切子格子
  - 板子格子
  - 細目格子
  - 三升格子（みますごうし）- 3本線の格子柄。文化・文政の縞の流行に伴い、７代目団十郎は、団十郎家の定紋である三升文をアレンジした三升格子をつくった[1]。
  - 目板格子
- 商売
  - 糸屋格子 - 糸屋、紐屋、呉服屋など／楯の桟を数本ごとに短くして光を入れ、反物や糸の色の違いが分かりやすい。
  - 炭屋格子 - 炭や薪の店など／防火や炭の粉が散らないように格子の隙間が狭い。
  - 麩屋格子（出格子） - 麩、湯葉、豆腐、蒟蒻など水を使う店／水が外に飛ばないように腰が板張り
  - 酒屋格子 - 酒屋／紅殻塗りされたがっちりした太い部材で組んである。
  - 米屋格子 - 米屋／防犯のための頑丈な作りだが、紅殻は糠ほこりがつくので塗ってない。
  - 仕舞屋（しもたや）格子（出格子） - 商売を止めた家／店の部分も住まいになっていて、出格子は小さめで隙間も狭くてプライバシーを守る。
  - 腰窓出格子 - いわゆる出窓／強度はなく、屋根は銅板葺き
  - 堺屋格子
  - 郭（くるわ）格子

## ギャラリー

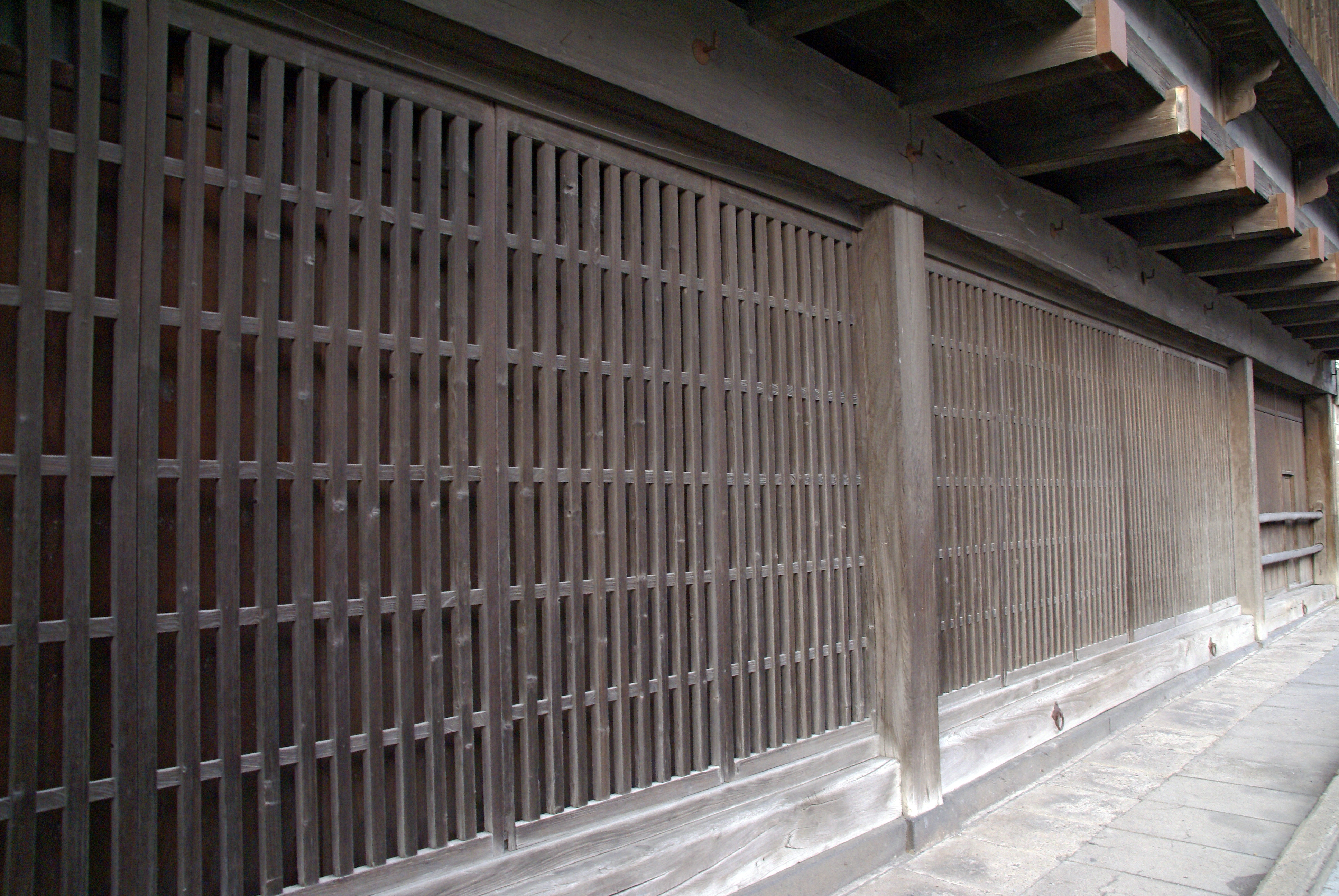
小諸宿本陣
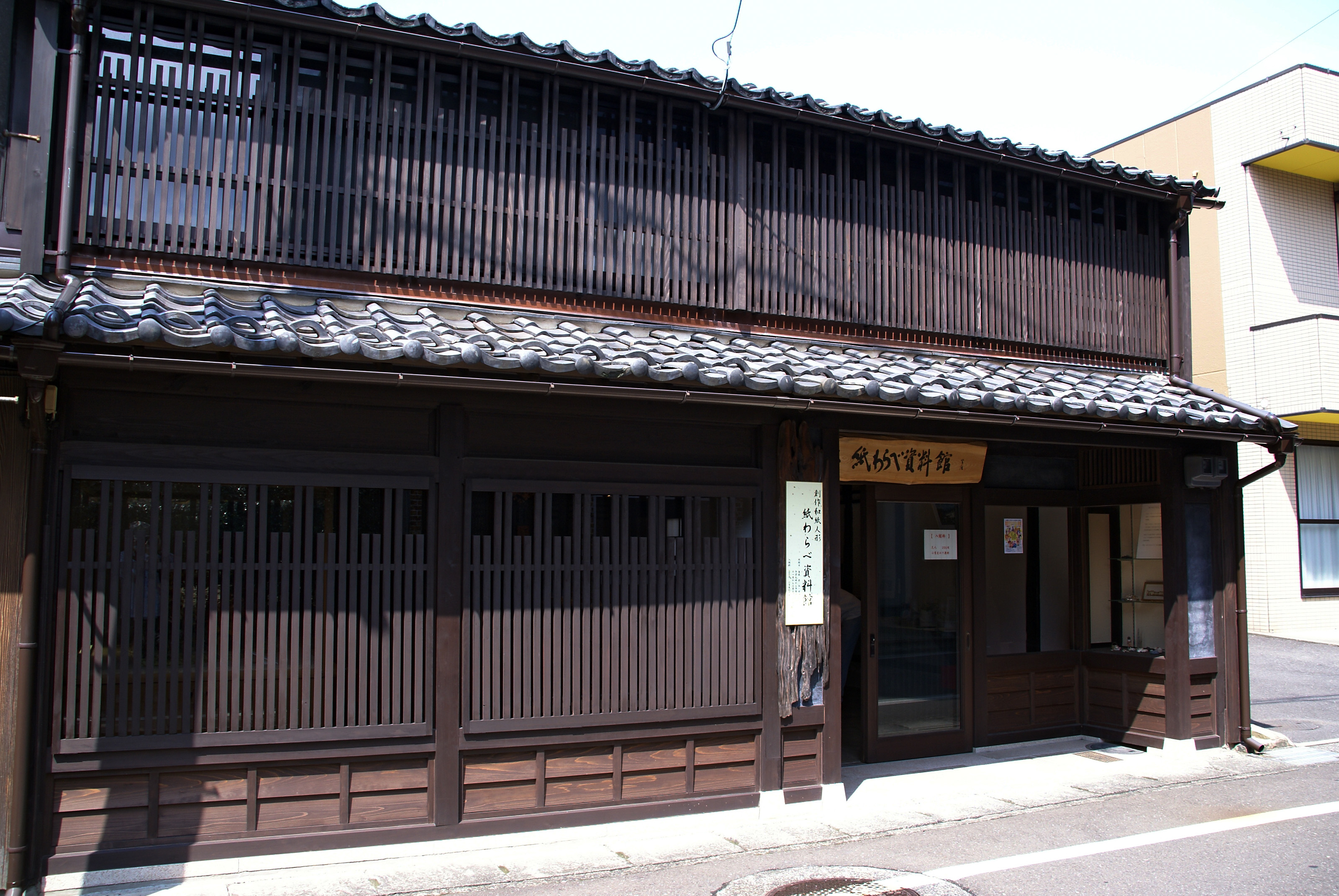
商家（福井県敦賀市）　一階、二階共に窓に格子を据えている。
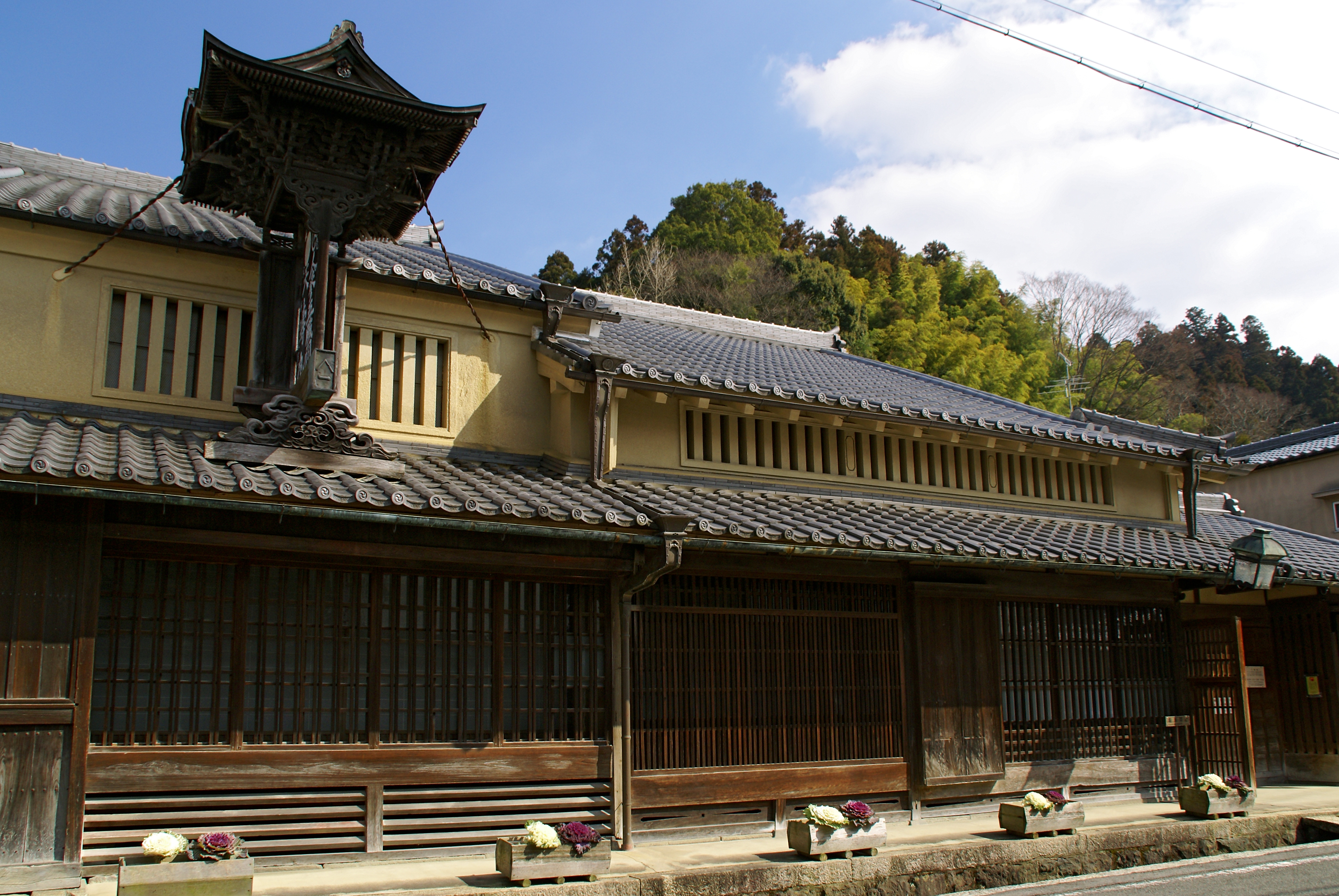
商家（奈良県宇陀市松山）　様々な大きさの格子を使用。二階は虫籠窓。
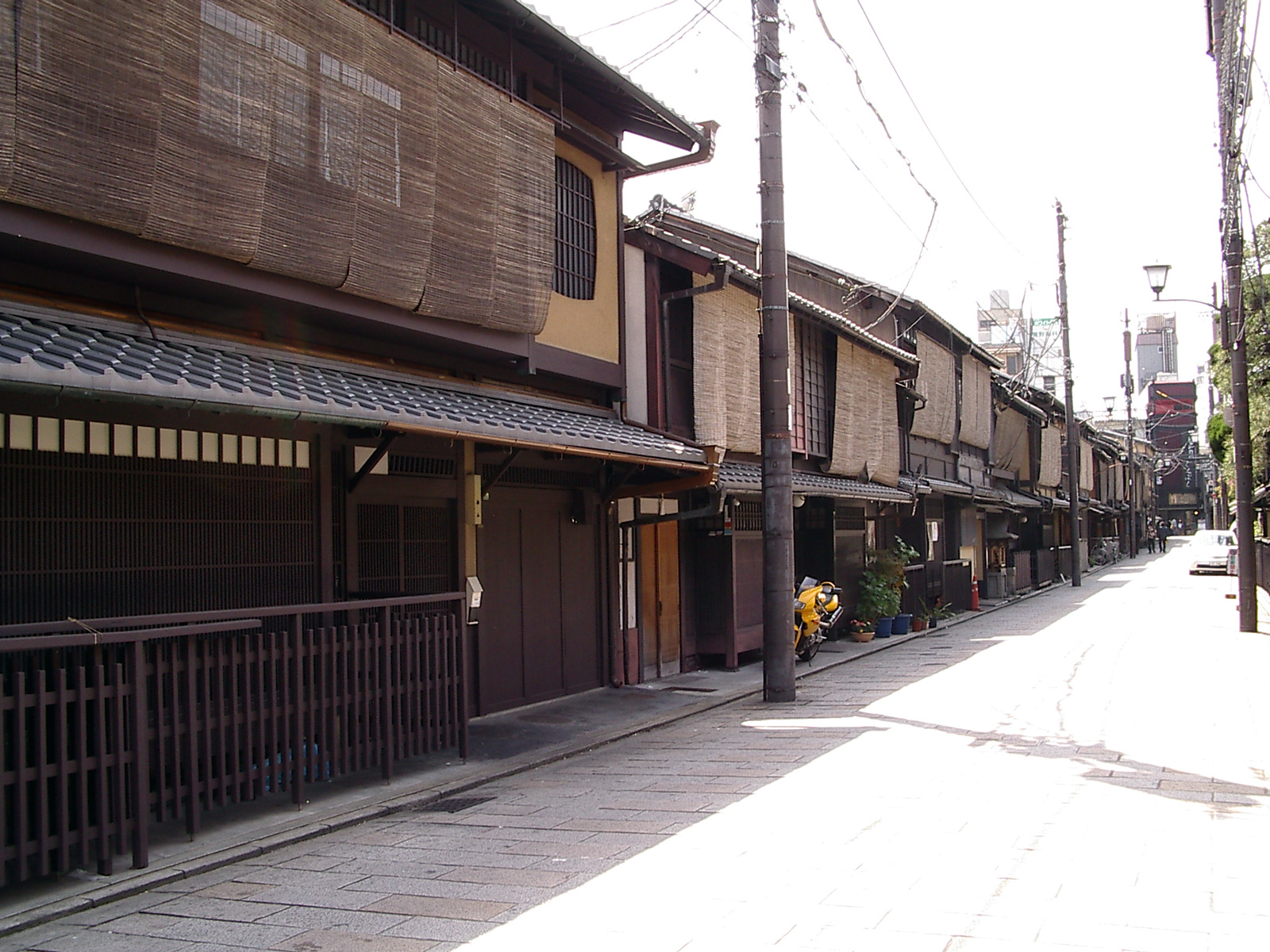
町屋（京都市祇園新橋通）